# 圣西尔万苏图勒
圣西尔万苏图勒（法語：Saint-Silvain-sous-Toulx，法語發音：[sɛ̃ silvɛ̃ su tul]，意为“图勒下方的圣西尔万”）是法国克勒兹省的一个市镇，位于该省东北部，属于盖雷区。

## 地理
圣西尔万苏图勒（46°15'44"N, 2°10'42"E）面积14.57 平方千米，位于法国新阿基坦大区克勒兹省，该省份为法国中部省份，位于法國中央高原西北部，北起安德尔省和谢尔省，西接维埃纳省，南至科雷兹省，东临多姆山省，东北与阿列省接壤。
与圣西尔万苏图勒接壤的市镇（或旧市镇、城区）包括：拉塞勒苏古宗、克吕尼亚、多梅罗、图勒圣克鲁瓦、特鲁瓦丰。

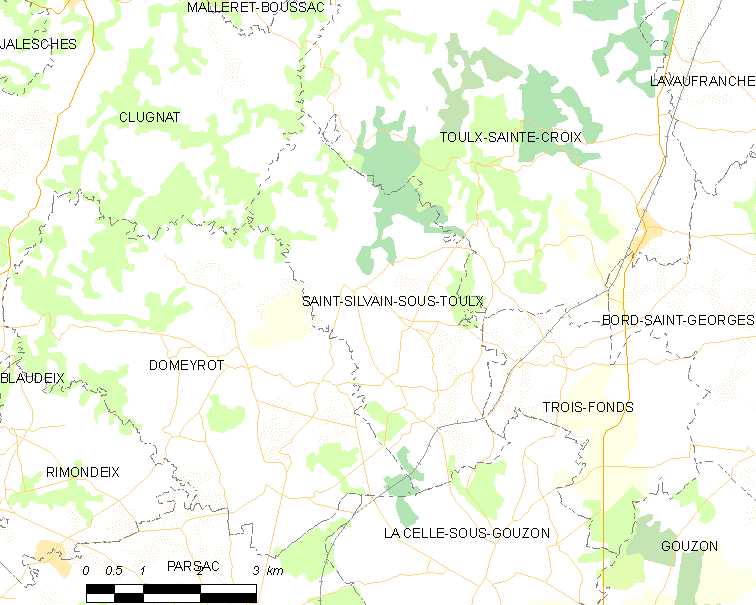
圣西尔万苏图勒的OSM定位图

圣西尔万苏图勒的时区为UTC+01:00、UTC+02:00（夏令时）。

## 行政
圣西尔万苏图勒的邮政编码为23140，INSEE市镇编码为23243。

## 政治
圣西尔万苏图勒所属的省级选区为古宗县。

## 人口

1962-2008年间圣西尔万苏图勒人口变化图示

圣西尔万苏图勒于2022年1月1日时的人口数量为147人。